# I'm a lady 〜じれったい私〜
「I'm a lady 〜じれったい私〜」（アイム・ア・レディ じれったいわたし）は、時東ぁみの2枚目のシングル。2006年11月1日にTN-mixから発売された。

## 概要
- TNX社設立TN−mix第一弾シングルで、時東ぁみのメジャー･デビュー･シングル。シングルとしては前作「せんちめんたる じぇねれ〜しょん」から6ヶ月ぶりのリリースとなる。
- 日本テレビ系『音楽戦士 MUSIC FIGHTER』2006年11月度のオープニング・テーマに起用された。
- 初回限定盤（QWCT-10001）と通常盤（QWCT-10002）の2形態でリリースされ、初回限定盤には本曲のミュージック・ビデオとミュージックビデオの別バージョンを収録したDVDが同梱されている。
- 本作が、つんく♂のJASRAC登録曲の1000曲目となった。
- 本曲に関して、つんく♂は次のように語っている。

| 「                                                           | 時東にとっての道の選択は２種類あります。 １つは度派手にキャラクター重視な楽曲を演出。 ２つ目は伝わる歌を歌う。 今回は歌手としての力量を問われる後者の方を選びました。 なんといっても、絶え間ない努力をしてきた時東自身の声に安定感が出てきました。 子供のような勢いのみで歌うようなことはなくなったからです。 歌手として旅立っていく魁としては、 この悲しいメロディに切ない恋物語が今の時東にぴったりです。 「もう、私は大人よ！」という意味での、「Ｉ’ｍ a lady」。 恋する人への「自身アピール」ということです。 でも、そうアピールすること自体、実は背伸びをしているということなんですよね。 | 」 |
| —つんく♂（Produce Work/つんく♂オフィシャルウェブサイトより） | |    |

## 収録曲
| 全作詞・作曲: つんく♂。 |                                               |           |            |            |      |
| #                       | タイトル                                      | 作詞      | 作曲・編曲 | 編曲       | 時間 |
| 1.                      | 「I'm a lady ～じれったい私～」               | つんく♂   | つんく♂    | 守尾崇     | 4:13 |
| 2.                      | 「ブリッコびっくり ブリッコBOOW」             | つんく♂   | つんく♂    | 平田祥一郎 | 4:24 |
| 3.                      | 「I'm a lady ～じれったい私～」(Instrumental) | つんく♂   | つんく♂    |            | 4:13 |
| 合計時間:               | 合計時間:                                     | 合計時間: | 12:50      |            |      |

| #  | タイトル                                      | 作詞 | 作曲・編曲 |
| -- | --------------------------------------------- | ---- | ---------- |
| 1. | 「I'm a lady ～じれったい私～」(Music Video)  |      |            |
| 2. | 「I'm a lady ～じれったい私～」(Another Ver.) |      |            |